# Камен (област Велико Търново)
Вижте пояснителната страница за други значения на Камен.
Ка̀мен е село в Северна България, община Стражица, област Велико Търново.

## География
Село Камен се намира в източната част на Дунавската равнина, около 9 km на север-северозапад от общинския център град Стражица, 35 km на североизток от областния център град Велико Търново и 24 km на запад-югозапад от град Попово. През селото минава третокласният Републикански път III-514 – в границите му негова главна улица, по който на запад се стига до Велико Търново, а на изток – до връзка с второкласния Републикански път II-51 и по него – до град Попово.
Надморската височина в центъра на Камен пред сградата на кметството е около 235 m, нараства на север, изток и юг до към 280 m, а намалява на запад към течащата на около 1,5 km река Баниски Лом – част от речната система на река Русенски Лом.
В землището на село Камен към 2019 г. има три малки местни язовира (микроязовира): два южно от селото на около 2 km и 3,5 km, с приблизителни площи съответно 6 ha и 20 ha, и един източно до селото с приблизителна площ 3 ha.
Климатът е умереноконтинентален, почвите са излужени черноземни.
Населението на село Камен, наброявало 2645 души към 1934 г. и 2555 – към 1956 г., намалява до 1474 към 2018 г.
При преброяването на населението към 1 февруари 2011 г., от обща численост 1499 лица, за 893 лица е посочена принадлежност към „българска“ етническа група, за 119 – към „турска“, за 193 – към ромска, за 4 – към други, за 260 – не се самоопределят и за 30 не е даден отговор.

## История
През 1934 г. дотогавашното турскоезично име на селото Чаѝр (ливада) е променено на Теодо̀сиево (на името на Теодосий Търновски), а през 1951 г. – на Камен. Преименувано е на Камен, псевдонима на Марко Ангелов (Камен) – роден през 1921 г. в с. Горски Сеновец, учил „Право“ в София, интерниран в лагера Ени Кьой, впоследствие партизанин, убит след престрелка с полицията/жандармерията на 28 юни 1944 г. В центъра на селото има негов паметник. При промяната на имената на населени места и улици в началото на 1990-те и замяната на комунистическите символи, името на селото не е променено. По неофициални данни, след девети септември е разстрелян не истинският убиец, а друг, който поискал да се „впише“ вместо него.
Смята се, че селото води началото си от периода преди падането на България под османска власт.
В землището на селото има останки от селища и от средновековна крепост. Камен се споменава в турски документ от XV век с името Бахтовани, в документи от 1573 г. и 1876 г. – като Чаир.
През 1859 г. в селото е изграден християнски храм – църквата „Свети Георги Победоносец“.
От 1854 г. има килийно училище (с учител поп Д. Кочев), училищна сграда от 1856 г.; народна прогимназия – от 1897 г., допълнително земеделско училище – от 1934 г., гимназия – през периода 1944 – 1958 г.
През септември 1877 г., по време на Руско-турската война (1877 – 1878), край селото се води сражение между източния руски отряд и турски войски от укрепения четириъгълник Русе – Силистра – Варна – Шумен. В боевете русите загубват около 500 души (88 души са убити и 412 – ранени).
През 1896 г. е учредено читалище „Възпитател“.
На 30 май 1948 г. е учредено Трудово кооперативно земеделско стопанство (ТКЗС) „Сталинец“ – село Камен, което през 1958 г. влиза като бригада – село Камен в състава на Обединено трудово кооперативно земеделско стопанство (ОТКЗС) „Комуна“ – Село Камен (1958 – 1975). През 1975 г. ОТКЗС „Комуна“ се влива в АПК „Път към комунизма“ – Стражица.

## Население
Преброяване на населението през 2011 г.
Численост и дял на етническите групи според преброяването на населението през 2011 г.:
|                     | Численост | Дял (в %) |
| Общо                | 1499      | 100,00    |
| Българи             | 893       | 59,57     |
| Турци               | 119       | 7,93      |
| Цигани              | 193       | 12,87     |
| Други               | 4         | 0,26      |
| Не се самоопределят | 260       | 17,34     |
| Неотговорили        | 30        | 2,00      |

## Религии
Християнска и мюсюлманска религия

## Обществени институции
Село Камен към 2019 г. е център на кметство Камен.
В село Камен към 2019 г. има:
- действащо читалище „Възпитател – Камен 1896“;[15][16]
- действаща само на големи религиозни празници православна църква „Свети Георги“;[17]
- действащо общинско средно училище „Св. Климент Охридски“;[18]
- общинска детска градина „Гинка Маркова“ (основана през 1958 г.) с групи в: село Виноград и село Лозен;[19]
- пощенска станция.[20]

## Забележителности
В селото има 8 братски могили на загинали руски воини по време на Руско-турската война (1877 – 1878 г.).

### Топоними
Гората над селото в посока Николаево е известна като Аджиамат, в стари карти именувана „Гората на хаджи Ахмет“ или „Хаджийската гора“.

## Редовни събития
В памет на загиналите руски воини ежегодно се провежда Петровски панаир в най-близките събота и неделя до 12 и 13 юли. На панаира т.е. т.нар. „Сбор“ на село Камен по известен като Каменски панаир, разположен в северната част на селото на поляната до болницата по пътя към Нова върбовка. Сборът е свързан с освобождението на селото от турска власт.

## Личности
- Димитър Сотиров (1920 – 1944) – български летец-изтребител.
- Емил Близнаков (1926 – 2003) – български лекар, български и американски учен от български произход.
- Никола Тодоров Стателов – Манолев (1894 – 1965) – фармацевт, любител археолог. През 1949 г. е управител на аптека в село Камен; тук, в землището на селото и околностите открива тракийски погребални могили и селища от новокаменната епоха.[23]

## Икономика
Лозарството е силно развито. Край селото е имало големи лозови насаждения, унищожени през комунистическото управление, сега частично възстановени. На пазара от 2002 г. може да се намери вино „Камен“ от изба „Камен“.
През 2007 г. чрез частни инвестиции е изграден модерен кравекомплекс за петстотин крави и цех за преработка на млечни продукти.